# Петров Віктор Олегович
Ві́ктор Оле́гович Петро́в (1989—2023) — український військовик, активіст, заслужений донор, лейтенант 54 ОМБр, учасник російсько-української війни.

## Життєпис
Народився 19 вересня 1989 року в місті Львів. Навчався в школі № 13, приватній школі-гімназії «Еварика» та Ліцеї «Оріяна», займався волонтерством та був членом громадських організацій. Вищу освіту здобув на факультеті міжнародних відносин ЛНУ ім. І.Франка та закінчив військову кафедру (звання — молодший лейтенант). Був першим редактором інтернет-видання «Сихів Медіа». Був членом команди ІСІ, активістом, свідомим громадянином. Заснував WHAT IF creative studio та Креативна школа What If. На постійній основі був донором крові, здавав тромбоцити онкохворим дітям. Хоча мав закінчену військову кафедру, його не взяли до війська в лютому 2022. Зателефонували в жовтні 2022-го й перед Новим роком відправили на навчання. Служив у Сіверську, Дружківці та Бахмуті. Перед загибеллю виконував обов'язки командира роти й мав у підпорядкування більш як 100 військовослужбовців, лейтенант.

## Загибель
Загинув від влучання міни з дрону в районі міста Часів Яр під Бахмутом на Донеччині під час евакуації тіла побратима. Похорон відбувся 3 червня 2023 у Львові. Похований на Личаківському цвинтарі. Нагороджений орденом Богдана Хмельницького ІІІ ступеня посмертно.